# تراسي كوكس
تراسي كوكس (بالإنجليزية: Tracey Cox)‏ هي صحفية بريطانية، ولدت في 1961 في إكزتر في المملكة المتحدة.

## وصلات خارجية
- الموقع الرسمي
- تراسي كوكس على موقع IMDb (الإنجليزية)
- تراسي كوكس على موقع قاعدة بيانات الفيلم (الإنجليزية)